# تانه‌گاشیما (تفنگ شمخال)

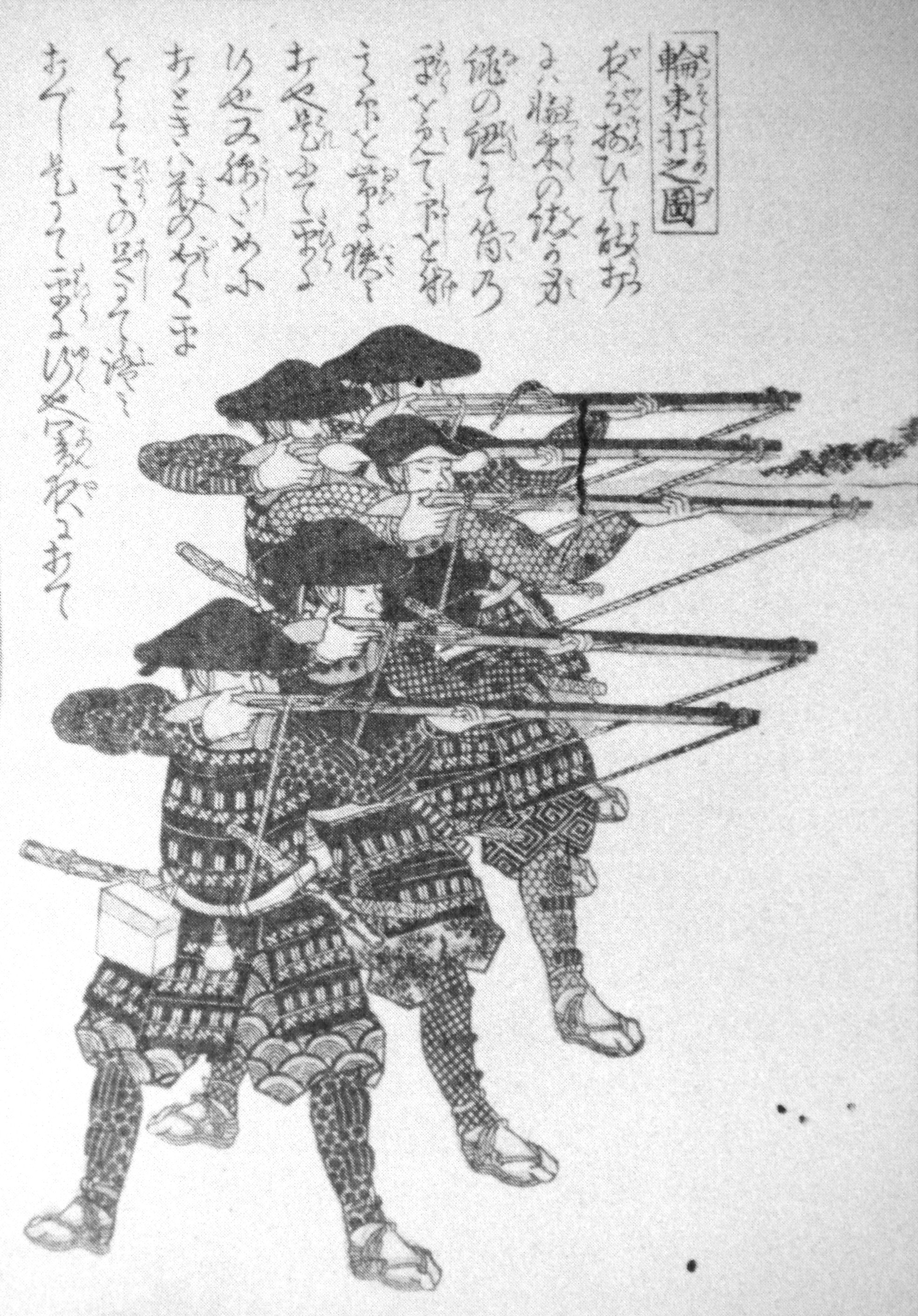
سربازان پیاده‌نظام ژاپنی (آشیگارو) هنگام شلیک تانه‌گاشیما. تیراندازی در شب، با استفاده از طناب برای حفظ ارتفاع شلیک مناسب.

تانه‌گاشیما Tanegashima (種子島) که اغلب به ژاپنی و گاهی در انگلیسی hinawajū (火縄銃، "تفنگ کبریت") نامیده می‌شود، یک نوع سلاح گرم آرکبوس با قفل کبریت بود که از طریق امپراتوری پرتغال در سال ۱۵۴۳ به ژاپن معرفی شد. Tanegashima توسط طبقه سامورایی و آشیگارو "سربازان پیاده" آنها استفاده می‌شد و در عرض چند سال معرفی تانگاشیما در نبرد، نحوه جنگ در ژاپن را برای همیشه تغییر داد.

## تاریخ

#### ریشه‌ها
به نظر می‌رسد tanegashima بر اساس قفل‌های کبریتی است که در اسلحه خانه گوا در هند پرتغالی که توسط پرتغالی‌ها در سال ۱۵۱۰ تسخیر شده بود، تولید می‌شد. نام تانگاشیما از جزیره ژاپنی (Tanegashima) گرفته شده‌است، جایی که یک جانک چینی با ماجراجویان پرتغالی در کشتی توسط طوفانی در سال ۱۵۴۳ به لنگر انداخته شد. ارباب جزیره ژاپن، Tanegashima Tokitaka (1528-1579)، دو تفنگ کبریت از آن خریداری کرد. پرتغالی‌ها و یک شمشیرساز را به کار انداختند تا از لوله کبریت کپی برداری و مکانیزم شلیک کند. آهنگر، یایتا، مشکل زیادی با بیشتر تفنگ نداشت، اما "دریل کردن لوله به صورت مارپیچ به طوری که پیچ (پیچ بیزن) محکم وارد شود" یک مشکل بزرگ بود زیرا این "تکنیک ظاهراً در ژاپن وجود نداشت". تا این زمان." پرتغالی‌ها کشتی خود را تعمیر کردند و جزیره را ترک کردند و تنها در سال بعد که آهنگر پرتغالی به ژاپن بازگردانده شد مشکل حل شد. طی ده سال پس از معرفی، بیش از ۳۰۰۰۰۰ قبضه سلاح گرم تانگاشیما تولید شد.

#### دوره سنگوکو
بسیاری از ژاپن درگیر جنگ‌های داخلی در طول دوره Sengoku (1467-1603) بود، زیرا اربابان فئودال برای برتری رقابت می‌کردند. اسلحه‌های کبریت در اواسط دوره معرفی شدند و در سال‌های آخر درگیری مورد استفاده گسترده قرار گرفتند و نقش تعیین‌کننده‌ای در میدان جنگ داشتند. در سال ۱۵۴۹، اودا نوبوناگا دستور داد ۵۰۰ اسلحه برای ارتش‌هایش تولید شود، در زمانی که مزایای سلاح‌های گرم نسبت به سلاح‌های سنتی هنوز برای سایر دایمیوها مشکوک بود. با این حال، سلاح گرم جدید در مقایسه با کمان‌های سنتی دارای مزایای بدون شک در برد بود. علاوه بر این، گلوله‌ها می‌توانستند تقریباً به هر زره و سپر نفوذ کنند. ریو سونگ ریونگ، مقام رسمی چوسون، نقل قول کرد:
در تهاجم ۱۵۹۲، همه چیز از بین رفت. در عرض یک دو هفته یا یک ماه شهرها و قلعه‌ها از بین رفت و همه چیز در هشت جهت فرو ریخت. اگرچه [تا حدی] به دلیل وجود یک قرن صلح و عدم آشنایی مردم با جنگ بود که این اتفاق افتاد، اما واقعاً به این دلیل بود که ژاپنی‌ها از تفنگ‌هایی استفاده می‌کردند که می‌توانست به بیش از صدها قدم برسد و همیشه چیزی را سوراخ می‌کرد. می‌زدند که مانند باد و تگرگ می‌آمد و تیر و کمان با آن قابل مقایسه نبود.
اما یک عیب قابل توجه قیمت بالای هر تفنگ و زمان تولید طولانی بود. ریو سونگ ریونگ:
با این حال، ماسک یک ساز بسیار پیچیده‌است و تولید آن بسیار دشوار است. Jixiao Xinshu [نوشته شده توسط Qi Jiguang در سال ۱۵۶۰] می‌گوید که یک ماه برای خسته کردن بشکه بهینه است - یعنی یک تفنگ یک ماه کار یک نفر را قبل از آماده شدن برای استفاده می‌گیرد. سختی و هزینه هم همین‌طور است. در روزهای اخیر، تفنگ‌های استفاده شده توسط ناظر همگی از سلاح‌های ژاپنی گرفته شده‌است. تعداد آنها زیاد نیست و اغلب می‌ترکند و روز به روز کمتر می‌شوند.
ژاپنی‌ها به زودی روی تکنیک‌های مختلف برای بهبود کارایی تفنگ‌های خود کار کردند. آنها تکنیک شلیک تلوتلویی را برای ایجاد باران مداوم گلوله بر روی دشمن توسعه دادند. آنها همچنین لوله‌ها و مهمات با کالیبر بزرگتر را برای افزایش کشندگی توسعه دادند. جعبه‌های محافظ در ظروف لاکی برای قرار گرفتن بر روی مکانیسم شلیک اختراع شدند تا همچنان در هنگام بارندگی شلیک کنند و همچنین سیستم‌هایی برای شلیک دقیق سلاح‌ها در شب با حفظ زوایای ثابت به لطف رشته‌های اندازه‌گیری شده بودند. توسعه دیگر hayago است، یک کارتریج بامبو که برای تسهیل بارگیری سریعتر استفاده می‌شود. یک لوله توخالی که در دو انتها باز بود، هایاگو حاوی باروت، گلوله و گلوله بود. پس از پاره کردن مهر و موم کاغذ لوله در پایین، یک سرباز می‌تواند به سرعت از آن برای ریختن پودر لازم در سلاح خود استفاده کند و قبل از قرار دادن آن روی لوله و استفاده از چکش خود برای پر کردن وات و گلوله به‌طور همزمان در لوله استفاده کند. پس از استفاده، هایاگو را می‌توان برای بسته‌بندی مجدد نگهداری کرد یا دور انداخت.
در سال ۱۵۶۳، قبیله آماگو در استان ایزومو با مجروح شدن ۳۳ نفر از دشمنان خود توسط تانگاشیما، بر طایفه کیکاوا پیروز شد. در سال ۱۵۶۷، تاکدا شینگن اعلام کرد که «از این پس، اسلحه‌ها مهمترین بازوها خواهند بود، بنابراین تعداد نیزه‌ها را در هر واحد کاهش دهید، و توانمندترین مردان خود را اسلحه حمل کنید». اودا نوبوناگا در نبرد آنگاوا (۱۵۷۰) از تانگاشیما استفاده کرد و بار دیگر در نبرد ناگاشینو (۱۵۷۵) علیه طایفه قدرتمند تاکدا، ۳۰۰۰ توپچی به پیروزی در نبرد کمک کردند و هر بار هزار نفر شلیک کردند. آن‌ها در میان رودخانه پنهان شده بودند و از سینه‌ها برای جلوگیری از حملات پیاده‌نظام و سواره نظام دشمن استفاده می‌کردند و در عین حال محافظت می‌شدند. شکست قبیله قدرتمند تاکدا باعث تغییرات دائمی در تاکتیک‌های نبرد شد.
ژاپن چنان مشتاق سلاح‌های جدید شد که احتمالاً از هر کشور اروپایی در تعداد مطلق تولید شده پیشی گرفت. ژاپن همچنین در تهاجم ژاپنی‌ها به کره در سال ۱۵۹۲ از این تفنگ‌ها استفاده کرد که در آن حدود یک چهارم نیروی تهاجم ۱۶۰۰۰۰ نفری توپچی بودند. آنها در ابتدا بسیار موفق بودند و تنها ۱۸ روز پس از فرود در بوسان موفق به تصرف سئول شدند.

#### دوره ادو
جنگ داخلی برای کنترل ژاپن توسط توکوگاوا آیه یاسو به پیروزی رسید که رقبای خود را در نبرد سکیگاهارا در اکتبر ۱۶۰۰ شکست داد. سه سال بعد، او شوگونات توکوگاوا را تأسیس کرد، یک نهاد قدرتمند که صلح، ثبات و رفاه را در ژاپن حفظ می‌کرد. برای ۲۵۰ سال بعد این دوره به عنوان دوره ادو (۱۶۰۳–۱۸۶۸) شناخته می‌شود. از اواسط قرن هفدهم، ژاپن تصمیم گرفت از طریق سیاست ساکوکو خود را به روی تعامل با غرب بجز جمهوری هلند ببندد. برخلاف تصور عمومی، این امر منجر به «دست کشیدن از اسلحه» ژاپن نشد. در هر صورت، اسلحه کمتر مورد استفاده قرار می‌گرفت، زیرا دوره ادو درگیری‌های زیادی در مقیاس بزرگ وجود نداشت که در آن تفنگ مورد استفاده قرار گیرد. اغلب شمشیر به سادگی سلاح کاربردی تر در درگیری‌های متوسط مقیاس کوچک بود. انزوا تولید اسلحه در ژاپن را از بین نبرد - برعکس، شواهدی از حدود ۲۰۰ اسلحه ساز در ژاپن تا پایان دوره ادو وجود دارد. اما زندگی اجتماعی سلاح گرم تغییر کرده بود: همان‌طور که دیوید ال. هاول مورخ استدلال کرده‌است، برای بسیاری از جامعه ژاپنی، تفنگ برای ترساندن حیوانات به سلاحی کمتر از ابزار مزرعه تبدیل شده بود. بدون هیچ دشمن خارجی برای بیش از ۲۰۰ سال، تانگاشیما عمدتاً توسط سامورایی‌ها برای شکار و تمرین هدف استفاده می‌شد، اکثریت آنها به انبارهای اسلحه دایمیوها منتقل شدند.
ورود نیروی دریایی ایالات متحده به ژاپن به رهبری متیو سی پری در سال ۱۸۵۴ یک دوره تسلیح مجدد را آغاز کرد. تانگاشیما یک سلاح قدیمی در دهه ۱۸۰۰ بود و جناح‌های مختلف سامورایی به سلاح‌های گرم پیشرفته از جمله تفنگ مینی، بازو و تفنگ‌های تکراری دست یافتند. دوران سامورایی در سال ۱۸۶۸ با میجی پایان یافت. ژاپن به یک ارتش ملی اجباری با سلاح‌ها و لباس‌های مدرن روی آورد. برخی از اسلحه سازان تانگاشیماهای نوع کبریت خود را با مکانیزم‌های کلاه کوبه ای جایگزین کردند و در عین حال طرح آن را به عنوان یک تفنگ حفظ کردند. آخرین استفاده از زره سامورایی‌ها و سلاح‌های سنتی در ژاپن، از جمله تانگاشیما، در جریان شورش ساتسوما (۱۸۷۷) بود، زمانی که ارتش امپراتوری ژاپن تازه تأسیس دولت میجی به آخرین سامورایی‌ها و مقاومت آنها در برابر مدرن سازی پایان داد.

#### طبقه‌بندی اسلحه‌های مختلف
آرکبوس‌های ژاپنی بر اساس محل اسلحه سازان بومی خود و همچنین وزن توپ توسط مادر طبقه‌بندی می‌شوند.

#### بان زوتسو (سیلندر شماره دار)
رایج‌ترین کاربران Tanegashima سربازان پیاده دهقانی بودند که توسط سامورایی‌ها، آشیگارو فرماندهی می‌شدند. جایی که جنگ در دوران سنگوکو به‌طور تصاعدی با تشکیلات انبوه پیک، کماندار و در نهایت آرکبوس تغییر کرد، مقادیر زیادی اسلحه مورد نیاز بود و برای تجهیز تپوگومی (واحدهای تفنگ) ارتش فئودال ژاپنی مورد نیاز بود.
از آنجایی که این اسلحه‌ها عمدتاً توسط آشیگارو استفاده می‌شد، کیفیت پایینی داشتند و در زرادخانه‌هایی ذخیره می‌شدند که می‌توانستند دوباره مورد استفاده قرار گیرند.

#### تان-زوتسو (سیلندر کوچک)
تان-زوتسو به‌طور کلی تپانچه‌های قفل کبریت بودند که به دلیل برد و قدرت شلیک پایین‌تر در مقایسه با بان-زوتسو، در نبردهای میدان باز مناسب نبودند و در عوض به عنوان نماد وضعیت سامورایی‌های سواره استفاده می‌شدند و گاهی برای دفاع شخصی با رتبه‌های بالا استفاده می‌شدند.

#### چو زوتسو (سیلندر وسط)
در زمان ظهور سلاح‌های گرم، ارتش‌های ژاپن باید راه‌های قابل اعتمادی برای دفع استفاده گسترده از تفنگ‌ها ارائه می‌کردند، خواه ساخت زره‌های فلزی و به زودی ضد گلوله، دسته‌های ایستاده بامبو به هم گره خورده یا پاویس‌های آهنی سنگین باشد. با توجه به ضعیف بودن کالیبر بان زوتسو برای نفوذ به روش‌های حفاظتی یادشده، برای تجهیز سازندهای آشیگارو که با این موانع مواجه می‌شدند، به یک تفنگ جدید و در عین حال سخت‌تر و گران‌قیمت تر با کالیبر تفنگ بزرگتر نیاز بود.

#### O-Zutsu (سیلندر عالی)
اسلحه‌های این کالیبر (۲۰ مامان و بیشتر) عملاً توپ‌های دستی قابل حمل بودند و به عنوان سلاح‌های محاصره ای برای کوبیدن لولاهای دروازه‌ها و همچنین سلاح‌های قدرتمند ضد نفر و ضد سواره نظام استفاده می‌شدند.
کار کردن با تفنگی با این اندازه معمولاً سخت بود (اگرچه در مادر متفاوت بود)، که به مقدار زیادی باروت و آموزش مناسب نیاز داشت. یکی از مسائل مربوط به کار با چنین دستگاهی عقب‌نشینی قوی و دشواری حمل و نقل بود که گاهی اوزوتسوهای بزرگتر را یا بر روی عدل‌های برنج می‌گذاشتند یا با طناب از درختان آویزان می‌کردند یا روی کالسکه نصب می‌کردند (مشابه توپ‌های اروپایی)

#### سامورایی-زوتسو (سیلندر سامورایی)
این اسلحه‌ها فقط برای استفاده توسط سامورایی‌ها ساخته می‌شد که با موقعیت اجتماعی و مزیت مالی بالایی که داشتند، می‌توانستند اسلحه‌های خوش ساخت و طراحی پیچیده‌تری بخرند که در مقایسه با همتایان بان‌زوتسو خام و با کیفیت پایین‌ترشان که از آنها استفاده می‌کردند، بلندتر و با کالیبر بزرگ‌تر بودند.

#### هازاما/زاما-زوتسو (سوراخ حلقه/اسوانه سوراخ)
این اسلحه‌ها عموماً طولانی‌تر از اسلحه‌های قبلی ذکر شده قبلی بودند و کالیبر کوچکتری حتی از بان زوتسو داشتند. این اسلحه‌ها در قلعه‌ها و کشتی‌ها عمدتاً به عنوان سلاح‌های دفاعی دوربرد استفاده می‌شدند.

#### باجوزوتسو (اسب‌سواری)
از آنجایی که تان-زوتسو به نمادی از وضعیت در میان کیباتای‌ها (سواره نظام) تبدیل شد، در نهایت راه خود را برای تبدیل شدن به یک تفنگ سواره نظام باز کرد. این اسلحه‌ها از نظر ساختار شبیه به تان-زوتسو یادشده بودند، اما لوله بلندتری داشتند و به راحتی می‌توان آنها را سوار بر اسب بارگیری کرد.

#### Shateki-Zutsu (سیلندر هدف)
این اسلحه‌ها صرفاً برای تمرین هدف ساخته شده‌اند.

#### استفاده مدرن
امروزه tanegashima به راحتی از فروشندگان سلاح گرم عتیقه و فروشندگان عتیقه جات سامورایی در ژاپن و غرب در دسترس است. سربازان مدرن تفنگ تانگاشیما در ژاپن استفاده از تانگاشیما را در نبرد دوباره اجرا می‌کنند و علاقه مندان به پودر سیاه از tanegashima برای تمرین هدف استفاده می‌کنند.

## نگارخانه

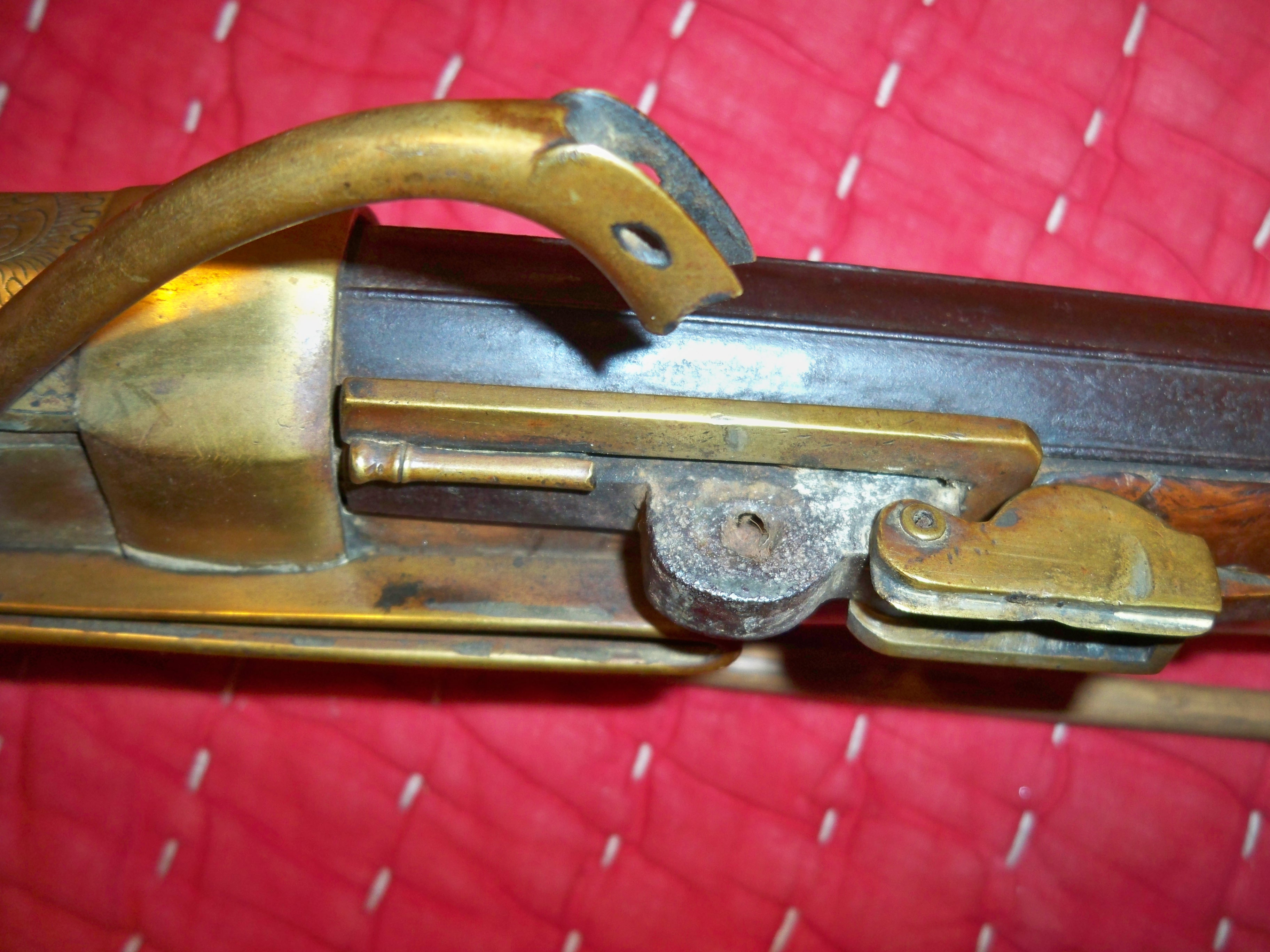
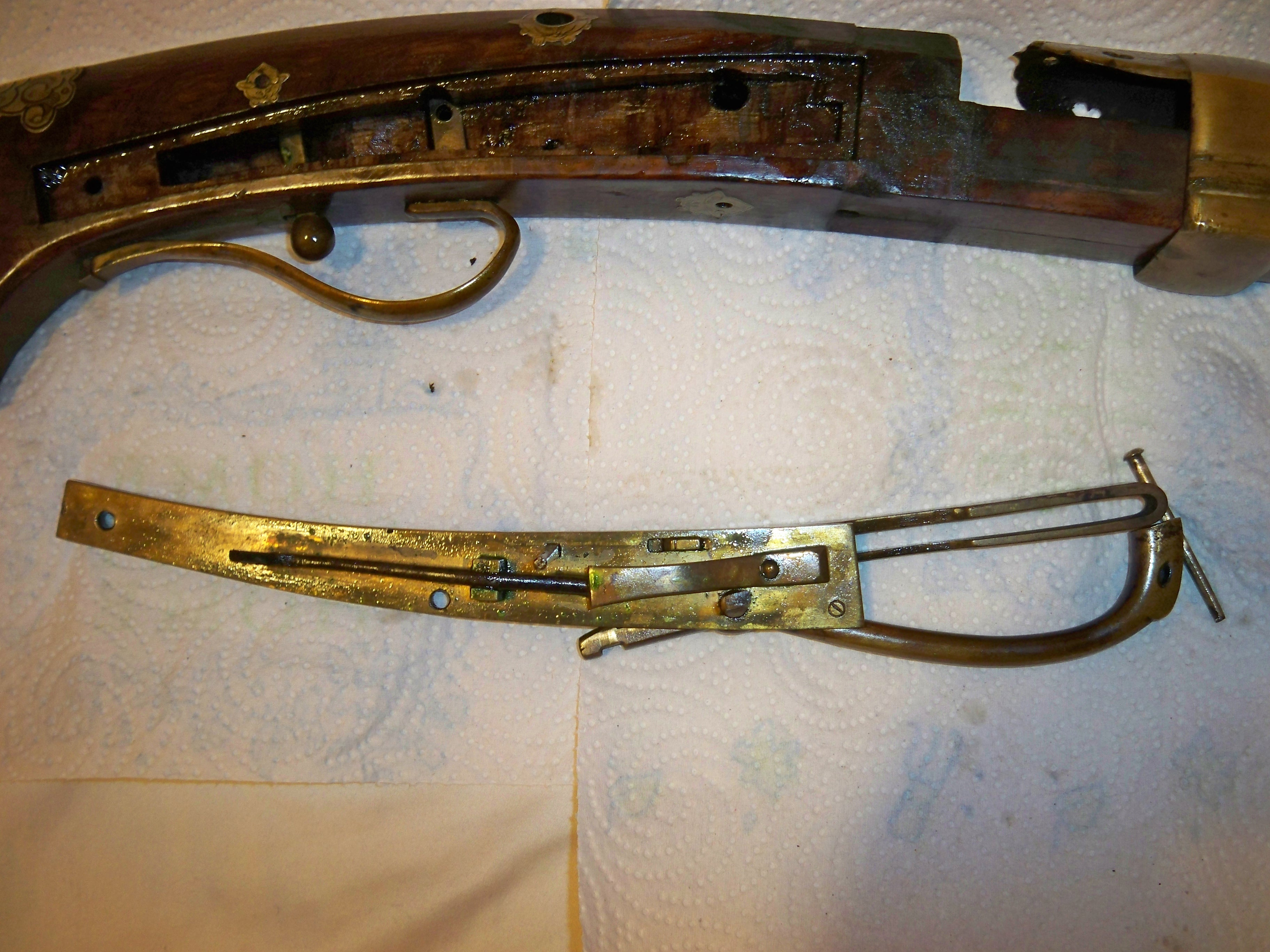
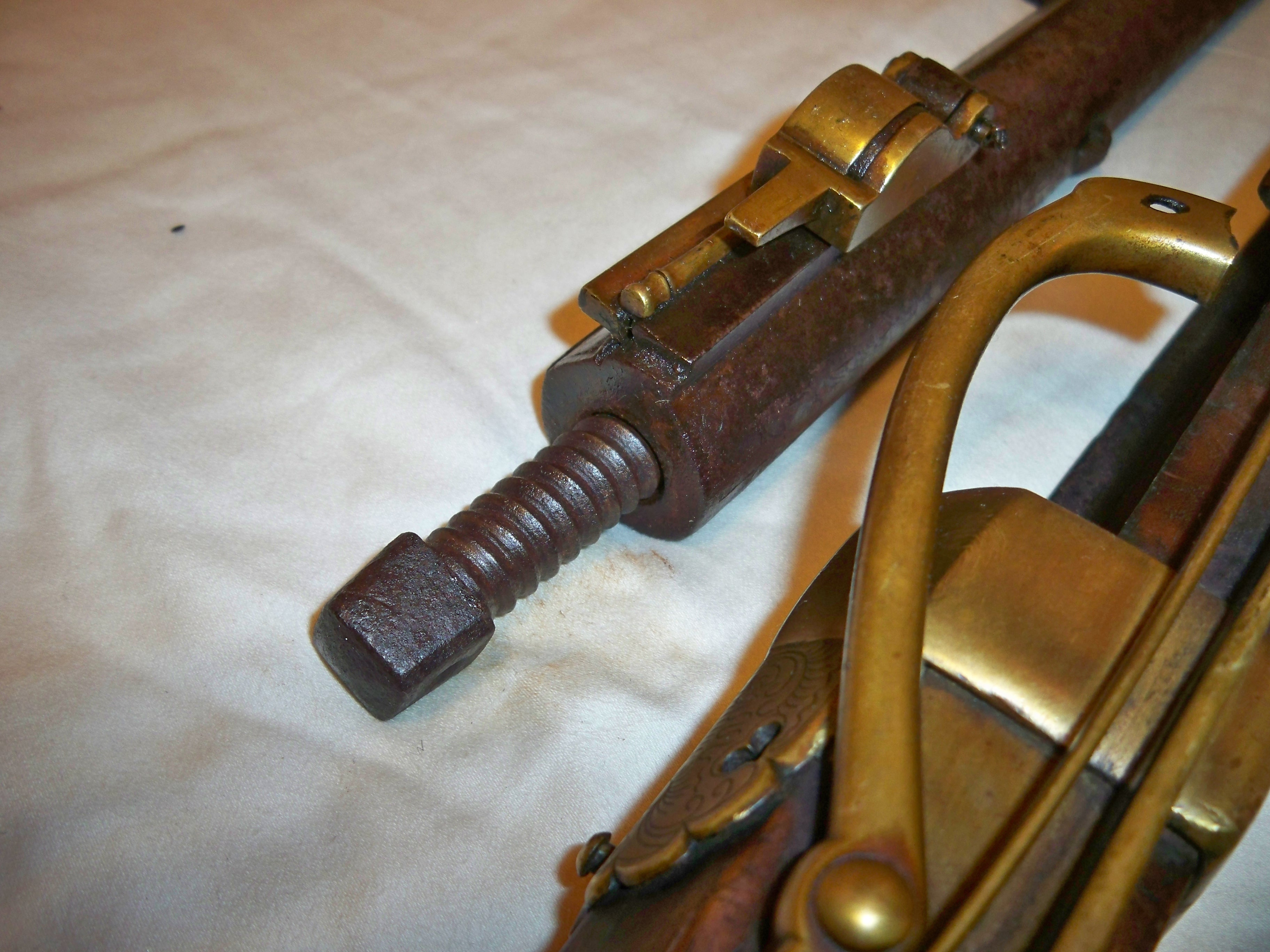
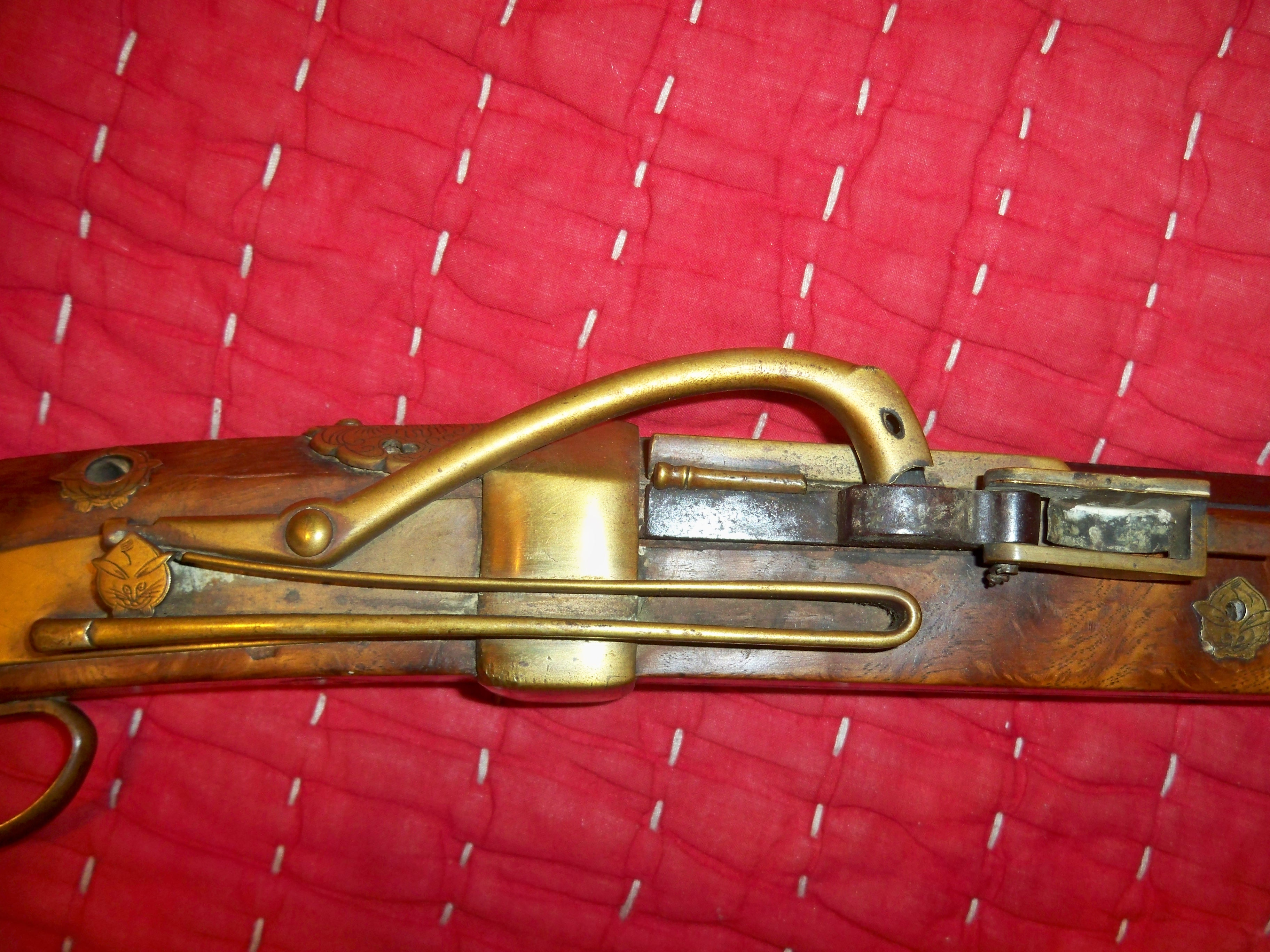